# Грембоск
Грембо́ск (фр. Grimbosq) — коммуна во Франции, находится в регионе Нижняя Нормандия. Департамент коммуны — Кальвадос. Входит в состав кантона Бретвиль-сюр-Лез. Округ коммуны — Кан.
Код INSEE коммуны — 14320.

## Население
Население коммуны на 2010 год составляло 269 человек.
| 1962 | 1968 | 1975 | 1982 | 1990 | 1999 | 2010 |
| ---- | ---- | ---- | ---- | ---- | ---- | ---- |
| 190  | 193  | 184  | 283  | 285  | 302  | 269  |

## Экономика
В 2010 году среди 179 человек трудоспособного возраста (15—64 лет) 139 были экономически активными, 40 — неактивными (показатель активности — 77,7 %, в 1999 году было 75,0 %). Из 139 активных жителей работали 130 человек (68 мужчин и 62 женщины), безработных было 9 (5 мужчин и 4 женщины). Среди 40 неактивных 9 человек были учениками или студентами, 19 — пенсионерами, 12 были неактивными по другим причинам.